# Сент Џозеф (Висконсин)
Сент Џозеф (енгл. St. Joseph) насељено је место без административног статуса у америчкој савезној држави Висконсин.

## Демографија
По попису из 2010. године број становника је 503.
| Група             | 2000.    | 2010.       |
| Белци             | 0 (0,0%) | 493 (98,0%) |
| Афроамериканци    | 0 (0,0%) | 0 (0,0%)    |
| Азијати           | 0 (0,0%) | 0 (0,0%)    |
| Хиспаноамериканци | 0 (0,0%) | 7 (1,4%)    |
| Укупно            | 0        | 503         |